# Špionážní družice
Špionážní družice nebo též průzkumná družice je druh umělé družice, sloužící pro potřeby vojenského a špionážního průzkumu. Tento typ družic, vypouštěný v době studené války v počtech až několika desítek kusů ročně, tvoří přibližně čtvrtinu všech družic, vynesených na oběžnou dráhu Země během prvních 50 let kosmických letů.
Pro průzkum v optické oblasti jsou špionážní družice obvykle vybaveny velkými dalekohledy a létají na nízkých oběžných drahách. Ve 20. století pořizovaly tyto družice snímky obvykle na filmy, které se pak vracely ve speciálních pouzdrech zpět na Zemi. Od konce 20. století začala být pro záznam používána prakticky výhradně elektronika.
Pro průzkum v dalších oblastech elektromagnetického spektra (radiový odposlech, kontrola jaderných pokusů) se používají specializované družice na nejrůznějších drahách.
Historicky prvními programy špionážních družic byly programy Corona (USA, první úspěch 1960) a Zenit (SSSR, první úspěch 1962).